# پیام احمدی‌نیا
پیام احمدی‌نیا (زادهٔ ۴ آبان ۱۳۵۹) بازیگر اهل ایران است. او فعالیتش را در عرصه هنر از پشت صحنه و به عنوان دستیار کارگردان آغاز کرد و تاکنون در آثار گوناگون، فیلم، سریال و تئاتر حضور داشته‌است. احمدی‌نیا اولین بار در سال ۱۳۹۲ با حضور در فیلم سینمایی پایان خدمت به کارگردانی حمید زرگرنژاد، جلوی دوربین رفت. او برای اولین بار نقش اول یک فیلم سینمایی را در فیلم حمال طلا برعهده داشت که در جشنواره فیلم فجر اکران شد. او برای نقش مکملش در ملاقات خصوصی به کارگردانی امید شمس (۱۴۰۰) نامزد دریافت سیمرغ بلورین بهترین بازیگر نقش مکمل مرد جشنواره فیلم فجر شد.

## زندگی
پیام احمدی‌نیا متولّدِ ۴ آبان ۱۳۶۱ در تهران است.
احمدی‌نیا برای ایفای نقش در سریال لژیونر در نقش بوکسوری به نام جابر، دوره‌های بوکس را دیده و در کلاس های بوکس شرکت کرده است. او در حین بازی در این پروژه، تمام ریزه کاری های این ورزش را آموزش دیده و تمرین کرده است.
همچنین در مجموعه تلویزیونی و نمایش خانگی هیولا، آسپرین، بیگانه ای با من است، سرجوخه، زیرخاکی۳ ،لژیونر و حکم رشد و فیلم‌های صحنه زنی، گربه سیاه، حمال طلا ،لونه زنبور، پایان خدمت و ملاقات خصوصی، بازی کرده‌است…
احمدی نیا همچنین برای فیلم ملاقات خصوصی نامزد سیمرغ بلورین بهترین بازیگر نقش مکمل مرد شد.
وی به عنوان بهترین بازیگر مرد برای فیلم کوتاه زونا جشنواره بعلبک لبنان شناخته شد.

## آثار

### مجموعه تلویزیونی
| سال    | نام سریال                | کارگردان                   |
| ------ | ------------------------ | -------------------------- |
| ۱۳۹۴   | آسپرین                   | فرهاد نجفی                 |
| ۱۳۹۶   | لژیونر                   | مسعود آب‌پرور               |
| ۱۳۹۸   | خانواده دکتر ماهان       | راما قویدل، علی محمد قاسمی |
| روزگار | سیامک صرافت و سهیل سلیمی |                            |
| وارش   | احمد کاوری               |                            |
| هیولا  | مهران مدیری              |                            |
| ۱۳۹۹   | بیگانه ای با من است      | احمد امینی، آرش معیریان    |
| ۱۴۰٠   | خودخواسته                | علیرضا بذرافشان            |
| ۱۴۰٠   | آفتاب پرست               | برزو نیک نژاد              |
| ۱۴۰٠   | حکم رشد                  | حسن لفافیان                |
| ۱۴۰٠   | زیر خاکی ۳               | جلیل سامان                 |
| ۱۴۰٠   | سودا                     | ایمان یزدی                 |
| ۱۴۰٠   | سرجوخه                   | احمد معظمی                 |
| ۱۴۰۳   | اخرین دیدار              | علی درخشنده                |
| ۱۴۰۳   | وحشی                     | شراره سروش                 |

### فیلم سینمایی
| سال  | نام فیلم     | کارگردان         |
| ---- | ------------ | ---------------- |
| ۱۳۹۲ | پایان خدمت   | حمید زرگرنژاد    |
| ۱۳۹۳ | ناهید        | آیدا پناهنده     |
| ۱۳۹۳ | زخم          | مسعود آب‌پرور     |
| ۱۳۹۶ | لونه زنبور   | برزو نیک‌نژاد     |
| ۱۳۹۶ | کارکثیف      | خسرو معصومی      |
| ۱۳۹۷ | حمال طلا     | تورج اصلانی      |
| ۱۳۹۸ | کوچه ژاپنی‌ها | امیرحسین ثقفی    |
| ۱۳۹۸ | گربه سیاه    | کریم امینی       |
| ۱۳۹۸ | شیر کوهستان  | حمیدرضا بنایی    |
| ۱۳۹۹ | صحنه زنی     | علیرضا صمدی      |
| ۱۳۹۹ | نجیبه        | مصطفی گندمکار    |
| ۱۳۹۹ | کولبرف       | میلاد منصوری     |
| ۱۳۹۹ | گرمابه       | سروش حسین جانی   |
| ۱۳۹۹ | تروا         | محمد علیزاده فرد |
| ۱۴۰۰ | ملاقات خصوصی | امید شمس         |
| ۱۴۰۰ | شبگرد        | فرزاد مؤتمن      |
| ۱۴۰۲ | شور عاشقی    | داریوش یاری      |
| ۱۴۰۲ | بی‌بدن        | مرتضی علیزاده    |

### فیلم کوتاه
| ! نام فیلم     | کارگردان         |
| -------------- | ---------------- |
| زونا           | طوفان نهان قدرتی |
| دشنه           | سامان تفرشی      |
| تاریخ گذشته    | یاسر حمزه        |
| گذشته استمراری | شیوا طاهری       |
| به من دست نزن  | آوازه شهناز      |